# Vorly
Vorly är en kommun i departementet Cher i regionen Centre-Val de Loire i de centrala delarna av Frankrike. Kommunen ligger  i kantonen Levet som tillhör arrondissementet Bourges. År 2022 hade Vorly 248 invånare.

## Befolkningsutveckling
Antalet invånare i kommunen Vorly
Referens:INSEE